# Институт прикладных наук Ирана
Институт прикладных наук Ирана — крупное иранское научное учреждение.

## История
Институт прикладных наук был создан в 2000 году с целью получения необходимых обществу знаний и технологий и продолжения сотрудничества на полупромышленном и промышленном этапах благодаря перманентным исследованиям тенденций в фундаментальных науках. В 2003 году Институт получил в Совете по распространению высшего образования Министерства науки, исследований и технологий принципиальное разрешение, а в 2004 году, ввиду развития своей деятельности, — окончательное разрешение на работу в составе исследовательских групп — физики, экологии, ботаники и геологии.

## Цели и задачи
Целью создания Института прикладных наук было получение необходимых обществу и промышленности знаний и технологий в сфере фундаментальных наук и продолжение сотрудничества на полупромышленном и промышленном этапах благодаря перманентным исследованиям тенденций в фундаментальных науках, а также помощь в проведении образовательных университетских циклов различных уровней по направлениям, связанным с фундаментальными науками.

## Обязанности
1. Проведение фундаментальных и прикладных исследований и разработок в области физики, биологии, геологии, математики и связанных с ними тенденций.
2. Осуществление исследовательских проектов и кооперация в реализации их полупромышленных и промышленных этапов.
3. Изучение, выявление и помощь в удовлетворении исследовательских запросов производственного и исполнительного секторов, а также сектора услуг в области фундаментальных наук.
4. Создание необходимых возможностей на основе исследовательских программ и проектов.
5. Налаживание активных и конструктивных связей с университетами организации «Университетский джихад», с научными учреждениями и обществами как в стране, так и за рубежом в рамках действующих правил.
6. Налаживание необходимых связей со специалистами-новаторами, работающими в научных центрах страны, и сотрудничество с ними в деле реализации их исследовательских проектов сообразно с целями и задачами Института.
7. Использование самых последних результатов научных исследований и разработок на всех этапах исследования в рамках расширения задач Института.
8. Подготовка и проведение совместно с университетами научно-практического обучения, а также исследовательских и учебных курсов высшей школы.
9. Издание научных книг и периодики.

## Сфера деятельности
Деятельность Института заключается в проведении фундаментальных и прикладных исследований и разработок в специализированных областях фундаментальных наук.